# Пиньо де Беэн, Пьер
Пьер Жозе́ф Жорж Пиньо́ (фр. Pierre Joseph Georges Pigneau M.E.P., 2 ноября 1741 года Ориньи-ан-Тьераш, Франция — 9 октября 1799 года, Куинён, Вьетнам), известный как Пиньо де Беэн (фр. Pigneau de Béhaine), а также Ба Да Лок (вьет. Bá Đa Lộc, тьы-ном 百多祿, или 伯多祿) — католический прелат, епископ, апостольский викарий Кохинхины с 24 сентября 1771 года по 9 октября 1799 год. Известен помощью, которую он оказывал дайвьетскому князю Нгуен Фук Аню (позже взявшему императорское имя «Зя Лонг») в основании новой вьетнамской императорской династии Нгуен после восстания тэйшонов. Член католической миссионерской конгрегации «Парижское общество заграничных миссий».

## Ранние годы
Пьер Пиньо родился в Эне, в коммуне Ориньи-ан-Тьераш в доме, принадлежавшем семье матери. Семье отца принадлежало небольшое имение под названием Беэн (фр. Béhaine), близ Марля. Несмотря на добавление к имени «де Беэн», Пиньо не был знатного происхождения, скорее всего, впервые его так назвали лишь в Версальском мирном договоре 1787 года.
Пиньо де Беэн получил в Парижском обществе заграничных миссий богословское образование. Был рукоположен в священника в 1765 году, после его отправили на миссию. Он отбыл из Лорьяна в декабре 1765 года с целью добраться до южного Вьетнама. Пьер высадился в Пудучерри, французском городе в Индии, 21 июня 1766 года.
Пиньо добрался до порта как раз перед захватом мьянманцами Аюттхаи у Сиама. Прождав несколько месяцев в Макао, Пьер отплыл на китайском корабле в небольшой прибрежный город близ границы с Камбоджей — Хатьен, куда прибыл в марте 1767 года.

## Начало миссионерской деятельности (1767—1774)
В Хатьене Пьер был главой Коллежа Женераля, основанного Парижским обществом заграничных миссий, который переехал из Аютии в Сиам после мьянманского вторжения в 1765 году. Там было около 40 студентов китайского, сиамского и вьетского происхождения.
В 1768 году миссионеры были отправлены в тюрьму на три месяца после того, как сиамская администрация сообщила местному правителю Мак Тхьен Ты, что в Коллеже скрывается беглый сиамский принц. Пьера поместили в шейные кандалы весом восемь фунтов. Он отказался возвращаться во Францию по просьбе семьи, сказав, что проповедование важнее приятной жизни. В 1769 году на школу напали китайские и камбоджийские пираты, убившие нескольких студентов и сжёгшие здание. Пиньо был вынужден бежать в декабре 1769 года вместе с остальными выжившими через Малакку обратно в Пудучерри, в то время бывший французской территорией. Тамошний Коллеж находился в нескольких километрах от Пудучерри, в Вирампаттинаме.
В Пудучерри Пиньо продолжал изучать китайский и вьетнамский до тех пор, пока не смог свободно изъясняться на обоих. В 1773 году он создал вьетнамско-латинский словарь при помощи восьми вьетнамцев с юга страны, аналогично Александру де Роду. Работа Пьера, Dictionarium Anamitico-Latinum, была опубликована в 1838 году Жаном-Луи Табером.
24 сентября 1771 года Римский папа Пий VI назначил Пьера Пиньо де Беэна титулярным епископом Адраноса (по городу Адранос в Вифинии, современный Орханели in partibus infidelium) и апостольским викарием Кохинхины. 24 февраля 1774 года в Ченнаи состоялось рукоположение Пьера Пиньо де Беэна, которое совершил епископ Сан-Томе Мелиапорского Бернарду де Сан-Каетану. После этого он отправился в Макао за персоналом для возвращения в Хатьен. В Макао он смог опубликовать катехизис на вьетнамском языке (содержит вступление на китайском и текст на вьетнамской латинице, а также перевод на латынь) и отправить одну копию в Рим. Он убыл из Макао 1 марта 1775 года и в том же месяце добрался до Хатьена, где начал миссионерскую деятельность заново.
В 1775—1776 годах Пьер попытался обратить в христианство стиенгов, но все миссионеры, которых он отослал, либо заболели, либо вернулись.

## Встреча с Нгуен Фук Анем
В 1777 году тэйшоны взяли Сайгон и уничтожили почти всю династию князей Нгуен, кроме 15-летнего Нгуен Фук Аня, который сумел бежать на юг. Он содержался в семинарии Пиньо в сентябре—октябре, а затем оба они укрылись на острове Тхотю в Сиамском заливе. Это было политическим шагом, предпринятым Пьером для того, чтобы сблизиться с Нгуен Фук Анем. С этого момента он из миссионера постепенно становится политиком.
В ноябре 1777 года Нгуен Фук Ань смог отбить Сайгон, а в 1778 — вынудил тэйшонов отступить в Биньтхуан.
В соседней Камбодже произошло провьетнамское восстание, сбросившее просиамского короля Анг Нона, в 1780 году кохинхинские войска смогли с помощью Пьера получить от португальцев оружие. Епископ организовал для Кохинхины поставки оружия, особенно нового в регионе — гранат. Кроме того, он снарядил три португальских корабля для Нгуен Фук Аня. Пиньо поддерживал в этих начинаниях французский путешественник Мануэль.
В 1782 году тэйшоны повели новое войско на Юг. Мануэль погиб на военном корабле во время сражения с тэйшонами на реке Сайгон. Нгуен Фук Ань был вынужден отступить на Фукуок. В октябре 1782 года вода снова поднялась, и они оба вернулись в Сайгон.
В марте 1783 года Нгуены снова были разбиты, и будущему императору пришлось снова бежать на Фукуок, однако укрытие было обнаружено и за ним гнались от острова к острову до тех пор, пока корабли Нгуена не причалили к Сиаму. Пьер и Нгуен Фук Ань посетили сиамский двор в Бангкоке в конце 1783 года. Нгуен Фук Ань вернулся туда в феврале 1784 года, где вступил в войска, чтобы они провели его назад во Вьетнам. В январе 1785, однако, сиамский флот был наголову разбит тэйшонами в битве на Меконге.
Нгуен Фук Ань снова укрылся при сиамском дворе, и снова попросил помощи у правителей. Решив рассмотреть любую помощь от Запада, будущий император отдал Пиньо распоряжение обратиться к французам за помощью и пообещал Пьеру отправить своего сына Нгуен Фук Каня вместе с ним. Пиньо попытался заручиться поддержкой из Манилы, но группа доминиканцев, которую он туда отправил, была схвачена тэйшонами. Из Пудучерри он отправил запрос о помощи в португальский сенат в Макао, который привёл к заключению договора о союзничестве между Нгуен Фук Анем и португальцами 18 декабря 1786 года в Бангкоке.

## Миссия во Францию
Пьер Пиньо вместе с сопровождающими достиг Пудучерри в феврале 1785 года. Французская администрация в городе во главе с губернатором Кутанко де Альгреном, преемником Дебюсси, была решительно против вторжения в южный Вьетнам, утверждая, что это не относится к национальным интересам. В июле 1786 года Пьеру было позволено вернуться во Францию, чтобы обратиться с просьбой о помощи к королю. Новости о путешествии Пьера достигли Рима, где его осудили испанские францисканцы. В этот момент Пьер предложил принца Нгуен Фук Каня и его политический мандат португальцам. Они отплыли из Пудучерри в июле 1786 года, а Франции достигли в феврале 1787.
Прибыв вместе с принцем в Версальский дворец Людовика XVI, Пьер столкнулся со сложностями в убеждении двора в необходимости отправки французской экспедиции для поддержки Нгуен Фук Аня. Это было вызвано плохим финансовым состоянием Франции перед Французской революцией. Пиньо помог ранее занимавшийся миссионерской деятельностью во Вьетнаме Пьер Пуавр.
Постепенно им удалось склонить военных на свою сторону и получить оружие и технику для экспедиции. Пуавр сказал, что Франция сможет доминировать в Китайском море и «на архипелаге». Им удалось получить аудиенцию у короля, министра флота де ла Круа и министра иностранных дел Арманда Марка 5 или 6 мая 1787 года. Принц Кань вызвал шумиху при дворе, и знаменитый парикмахер Леонард в его честь создал причёску «принц Кохинхины» (фр. au prince de Cochinchine). Его портрет, написанный Моперином, ныне выставлен в музее Парижского общества заграничных миссий. Принц Кань играл со своим сверстником, дофином Людовиком Жозефом.
К ноябрю постоянное давление Пьера Пиньо возымело действие: 21 ноября 1787 года между Кохинхиной (от имени Нгуен Фук Аня) и Францией был заключён Версальский мирный договор. Четыре фрегата, 1650 французских солдат в полной экипировке и 250 индийских сипаев были предоставлены в обмен на остров Пуло-Кондор и доступ в порт Туран (Дананг). Камиль Шарль Леклерк должен был возглавить экспедицию.
Французское правительство накануне революции находилось в бедственном финансовом положении, а с началом гражданской войны в Голландии его позиции ещё сильнее ослабли. Энтузиазм по поводу планов Пьера испарился. Через несколько дней после подписания договора, 2 декабря 1787 года, министр иностранных дел отправил указания губернатору Пудучерри Томасу Конуэю, утверждая, что он «может не начинать экспедицию или отложить её, по собственному разумению».

## Возвращение во Вьетнам
Команда покинула Францию в декабре 1787 года на борту корабля «Дриада» под командованием М. де Керсена и в сопровождении «Пандура» под командованием М. де Превилля. Они причалили к берегу в Пудучерри в 1788 году и пробыли там до июля 1789 года. «Дриаде» Конуэем было приказано плыть к Пуло-Кондору, чтобы встретить Нуен Фук Аня и передать ему тысячу купленных во Франции мушкетов, а также священника Пола Нги, кохинхинского миссионера и горячего сторонника Пьера.
Однако оказалось, что губернатор Пудучерри не собирается выполнять соглашение. Хотя королевский совет в октябре 1788 года уже одобрил Конуэя, Пиньо узнал об этом лишь в апреле. Его вынудили истратить деньги, полученные во Франции, на наём французов. По этому поводу он демонстративно пишет: «Я организую революцию в Кохинхине сам». Он отклонил предложение англичан и заработал денег с помощью французских купцов региона. В конце концов Конуэй предоставил два корабля Пьеру, «Медузу» под командованием Франсуа Розили-Меро и ещё один фрегат. Пиньо на свои средства экипировал ещё два корабля оружием и амуницией: один он назвал Лонг (Long, 龍), что означает «дракон», капитаном на нём был Жан-Батист Шеньо; второй назывался Фынг (Phựng, 鳳, Феникс), которым командовал Филипп Ванье. Помимо этого Пьер убеждал наёмников и дезертиров присоединиться к команде корабля. Жан-Мари Даё дезертировал с «Пандура», после чего был назначен ответственным за припасы, транспортировку оружия и амуниции на свой корабль «Сен-Эспри» (фр. St. Esprit). Розили, командир «Медузы», дезертировал вместе со 120 членами команды и был назначен ответственным за рекрутёрство.
Экспедиция Пиньо отчалила во Вьетнам 19 июня 1789 года, а в Вунгтау прибыла 24 июля того же года. Иностранные военные помогли объединить и модернизировать южновьетнамскую армию, флот и фортификационные сооружения. Оливье де Пюиманель, бывший офицер на Дриаде, бежавший на Пуло-Кондор, в 1790 году построил Крепость Сайгон, а в 1793 — Крепость Дьенкхань. Он обучил вьетнамскую пехоту обращению с современной артиллерией и ввёл европейские пехотные тактики. В 1792 году Оливье де Пюиманель уже командовал 600 вьетнамцами, обученными европейским приёмам ведения боя, а всего Пюиманель, по свидетельствам очевидцев, обучил 50 000 человек из армии Нгуен Фук Аня. Французские бомбы использовались при осаде Куинёна в 1793 году.
Офицеры флота, в частности, Жан-Мари Даё и Жан-Батист Шеньо, обучали моряков. К 1792 году был организован большой флот из двух европейских кораблей и 15 фрегатов смешанного типа. В этом же году Даё напал на стратегически важный порт Куинён, открыв путь кохинхинским кораблям, позднее разбившим Тэйшонов. В 1793 году Даё совершил вылазку, уничтожив 60 тэйшонских галер.
С 1794 года Пьер принимал участие во всех кампаниях вместе с принцем Канем. Он организовывал защиту Дьенкханя, когда он оказался осаждён многократном превосходящим численно противником в 1794 году.

## Смерть
Бои за Куинён продолжались до 1799 года. Пиньо умер от дизентерии 9 октября того же года, последнее время будучи советником и de facto министром иностранных дел при Нгуен Фук Ане. Его похоронили в Сайгоне с военными почестями. В прощальной речи Нгуен Фук Ань называл его «самым блистательным иностранцем, бывавшем при кохинхинском дворе». Похороны состоялись 16 декабря 1799 года в присутствии кронпринца, всех мандаринов, 12 000 человек королевской стражи и 40 000 плакальщиков.
Пиньо де Беэну было посвящено несколько надгробных речей от имени императора Зя Лонга и его сына Каня. В речи, произнесённой 8 декабря 1799 года, Нгуен Фук Ань отдавал честь вовлечённости Пьера в защиту страны, а также их личной дружбе:

Надгробная речь императора Зя Лонга (отрывок):
(…) Бесконечно размышляя о его достоинствах, я желаю снова почтить его любезность, светлейшего епископа Пьера, бывшего чрезвычайного посланника Франции, который получил военную помощь на море и суше, благодаря декрету; его, выдающуюся личность Запада, принятого при дворе Нам-Вьета как гостя (…) Хотя он отправился в свою страну с мольбой о помощи и целью получить военную помощь, враждебные обстоятельства препятствовали ему. В это время, разделяя моё негодование, он решил действовать подобно людям прежних времён: мы сплотились и затмевали друг друга в выполнении долга, находясь в поисках способа начать операцию (…) Он неустанно выступал, многократно ему удавалось спасти положение своими экстраординарными планами. Хотя он был исполнен добродетели, смех не был чужд ему. Мы договорились всегда стремиться быть рядом (…) С начала и до конца у нас было единое сердце (…)
Оригинальный текст (фр.)In Mantienne, с. 220. «Méditant sans cesse le souvenir de ses vertus, je tiens à honorer à nouveau de mes bontés, sa grandeur l'évèque Pierre, ancien envoyé spécial du royaume de France mandaté pour disposer d'une assistance militaire de terre et de mer dépèchée par décret par navires de guerre, [lui] éminente personnalité d'Occident reçue en hôte d'honneur à la cour du Nam-Viet (...) Bien qu'il fut allé dans son propre pays élever une plainte et rallier l'opinion en vue spécialement de ramener des secours militaires, à mi-chemin de ses démarches survinrent des événements adverses à ses intentions. Alors, partageant mes ressentiments, il prit le parti de faire comme les anciens: plutôt nous retrouver et rivaliser dans l'accomplissement du devoir, en cherchant le moyen de profiter des occasions pour lancer des opérations (...) Intervenant constamment chaque jour, maintes fois il a merveilleusement sauvé la situation par des plans extraordinaires. Tout en étant préoccupe de vertu, il ne manquait pas de mots d'humour. Notre accord était tel que nous avions toujours hâte d'être ensemble (...) Du début a la fin, nous n'avons jamais fait qu'un seul coeur».
— Надгробная речь Зя Лонга, посвящённая Пьеру Пиньо, 8 декабря 1799 г.
Мало кто из людей Пиньо остался во Вьетнаме более чем на два года, так как они были разочарованы отсутствием быстрой победы. Сам Пьер желал, чтобы Вьетнамом правил католик. Его планы так и не осуществились ввиду неудачи в обращении Каня в католичество.
Религиозные принципы Пьера зачастую вступали в противоречие с дипломатической целесообразностью. К примеру, он учил Каня отказываться от участия в ритуалах культа предков, что ошеломило и разозлило Нгуен Фук Аня. Позже Пиньо передумал и предложил считать поклонение предкам мирской церемонией, выражением уважения к умершим. Он цитировал апостолов, обосновывая этим терпимость к местным обычаям.
В 1983 году могила Пиньо де Беэна была вскрыта вьетнамским правительством, его останки отправили во Францию, где они и находятся в Парижском обществе заграничных миссий.